# Milena Lukešová
Milena Lukešová (16. června 1922 Choceň – 28. července 2008 Litomyšl) byla česká spisovatelka.

## Život
Milena Lukešová, rodným jménem Kořínková, se narodila v Chocni. Její otec byl železničář. Maturovala v roce 1941 na reálném gymnáziu v Litomyšli, poté se věnovala studiu jazyků. Svá studia na Filozofické fakultě Univerzity Karlovy nedokončila po bratrově emigraci v roce 1948. Titul PhDr. získala až v roce 1967.
Pracovala jako překladatelka a externí lektorka. V letech 1962-1975 pracovala jako redaktorka (později vedoucí redaktorka) ve Státním nakladatelství dětské knihy (SNDK), později Albatros. Závěrečných deset let svého života pobývala ve Spojených státech amerických.

## Dílo
Psala knihy především pro nejmenší nebo pro začínající čtenáře. Tvořila také poezii pro mládež. Spolupracovala s rozhlasem, televizí a časopisy (například s Dikobrazem nebo Mateřídouškou). Počínaje rokem 1984 působila jako externí konzultantka v oblasti dětské literatury na bostonské univerzitě.